# Mali i Balgjajt
Mali i Balgjajt är en bergskedja i Albanien. Den ligger i den norra delen av landet, 40 km nordost om huvudstaden Tirana.
Mali i Balgjajt sträcker sig 22,4 km i öst-västlig riktning. Den högsta toppen är Maja e Kreshtës, 2 100 meter över havet.
Topografiskt ingår följande toppar i Mali i Balgjajt:
- Guri i Bylbylit
- Maja e Arithit
- Maja e Bataçës
- Maja e Gurrat e Zeza
- Maja e Kishës
- Maja e Kreshtës
- Maja e Lajthizës
- Maja e Lepurit
- Maja e Micekut
- Maja e Plakthit
- Maja e Qafa e Buallit
- Maja e Shullanit
- Mal Tremlisht
- Mali i Arapit
- Mali i Homeshit
- Mali i Thanës

Trakten runt Mali i Balgjajt består i huvudsak av gräsmarker.  Runt Mali i Balgjajt är det ganska tätbefolkat, med 75 invånare per kvadratkilometer.